# Hemidactylus albofasciatus
Hemidactylus albofasciatus is een hagedis die behoort tot de gekko's (Gekkota) en de familie Gekkonidae.

## Naam en indeling
De wetenschappelijke naam van de soort werd voor het eerst voorgesteld door Alice Georgie Cruickshank Grandison en P. W. Soman in 1963. De soort behoorde lange tijd tot het niet meer erkende geslacht Teratolepis, zodat de verouderde wetenschappelijke naam Teratolepis albofasciatus in de literatuur nog wordt gebruikt. In andere talen wordt de gekko wel aangeduid met 'adder- gecko', zoals het Engelse viper-gecko of het Duitse vipern-gecko.
De soortaanduiding albofasciatus betekent vrij vertaald 'wit gebandeerd'.

## Verspreiding en habitat
De soort komt voor in delen van Azië en leeft endemisch in India. De hagedis komt hier voor in de deelstaat Maharashtra. De habitat bestaat uit droge tropische en subtropische bossen. De soort is aangetroffen op een hoogte van ongeveer 20 tot 80 meter boven zeeniveau.

## Beschermingsstatus
Door de internationale natuurbeschermingsorganisatie IUCN is de beschermingsstatus 'kwetsbaar' toegewezen (Vulnerable of VU).